# Generation Swine
Generation Swine (с англ. — «Поколение свиней») — седьмой студийный альбом американской хард-рок-группы Mötley Crüe, вышедший в июне 1997 года на лейбле Elektra Records. Это последний диск группы записанный на этом лейбле.

## История записи альбома
Рабочее название альбома было — Personality #9. Запись диска проходила в непростой атмосфере, звукозаписывающая компания пыталась заставить группу избавиться от Джона Кораби и воссоединиться с бывшим вокалистом Винсом Нилом. Поначалу Сикс и Ли не соглашались c этой идеей и настаивали на сохранении Кораби в группе. Генеральный директор Elektra Сильвия Рон Моррис согласилась с этим и группа начала запись в прежнем составе. Винс Нил, тем временем, был занят своей собственной сольной карьерой и безвременной утратой его дочери Скайлар. Когда ему предложили идеею воссоединения с Mötley Crüe, он, как Сикс и Ли, был против этого, но в конечном итоге передумал. После встречи с Сиксом и Ли, Нил согласился присоединиться к группе и закончить альбом, название которого теперь было изменено на Generation Swine. К тому времени большинство альбома было записано с участием Джона Кораби. В результате после выхода альбома Кораби подал 4 млн $ иск против группы по обвинению в нарушении контракта, мошенничестве и клевете. Претензия Кораби была в том, что он не получил гонорар за его работу и вклад в создание альбома, в то время когда он был в группе. Он утверждал, что участвовал в создании, как минимум 80 % материала в альбоме.
Лирика Generation Swine колеблется от песен, о наркотиках и проституции — «Find Myself», «Beauty», до воспевания семейных ценностей — «Rocketship», «Brandon». Альбом достиг максимального уровня продаж в США и ему был присвоен золотой статус от RIAA за тираж более 500 000 экземпляров в августе 1997 года. Диск занял 4-е место в американском чарте Billboard 200.

## Список композиций
| №   | Название                                           | Длительность |
| --- | -------------------------------------------------- | ------------ |
| 1.  | «Find Myself» (Никки Сикс, Мик Марс, Томми Ли)     | 2:51         |
| 2.  | «Afraid» (Никки Сикс)                              | 4:07         |
| 3.  | «Flush» (Никки Сикс, Томми Ли, Джон Кораби)        | 5:03         |
| 4.  | «Generation Swine» (Никки Сикс, Томми Ли)          | 4:39         |
| 5.  | «Confessions» (Томми Ли, Мик Марс, Джон Кораби)    | 4:21         |
| 6.  | «Beauty» (Никки Сикс, Томми Ли, Скотт Хамфри)      | 3:47         |
| 7.  | «Glitter» (Никки Сикс, Скотт Хамфри, Брайан Адамс) | 5:00         |
| 8.  | «Anybody Out There?» (Никки Сикс, Томми Ли)        | 1:50         |
| 9.  | «Let Us Prey» (Никки Сикс, Джон Кораби)            | 4:22         |
| 10. | «Rocketship» (Никки Сикс)                          | 2:05         |
| 11. | «A Rat Like Me» (Никки Сикс)                       | 4:13         |
| 12. | «Shout at the Devil '97» (Никки Сикс)              | 3:43         |
| 13. | «Brandon» (Томми Ли)                               | 3:25         |

| №   | Название                     | Длительность |
| --- | ---------------------------- | ------------ |
| 14. | «Song To Slit Your Wrist By» | 3:33         |

## Хит-парады
| Год  | Название чарта    | Позиция | Пребывание в чарте |
| ---- | ----------------- | ------- | ------------------ |
| 1997 | Billboard 200     | 4       | 9 недель           |
| 1997 | ARIA Charts       | 34      | 1 неделю           |
| 1997 | Sverigetopplistan | 18      | 3 недели           |

## Участники записи
- Никки Сикс — бас-гитара
- Томми Ли — ударные
- Мик Марс — гитара
- Винс Нил — вокал

Прочий персонал
- Джон Кораби — гитара
- Дэвид Дарлинг — гитара
- Том Бейкер — мастеринг
- Дин Грувер, Джон Идер, Джон Харрелл, Уилльям Хеймс — фотография
- Скотт Хамфри — продюсер